# چاهک (ایرانشهر)
روستای چاه مهراب بزمان
چاه مهراب (ایرانشهر)، روستایی از توابع بخش بزمان شهرستان ایرانشهر در استان سیستان و بلوچستان ایران است.

## جمعیت
این روستا در دهستان بزمان قرار دارد و براساس سرشماری مرکز آمار ایران در سال ۱۳۸۵، جمعیت آن زیر سه خانوار بوده‌است.
اما اکنون بیش از ده خانوار زندگی میکنند.